# Rallye Australien 2006

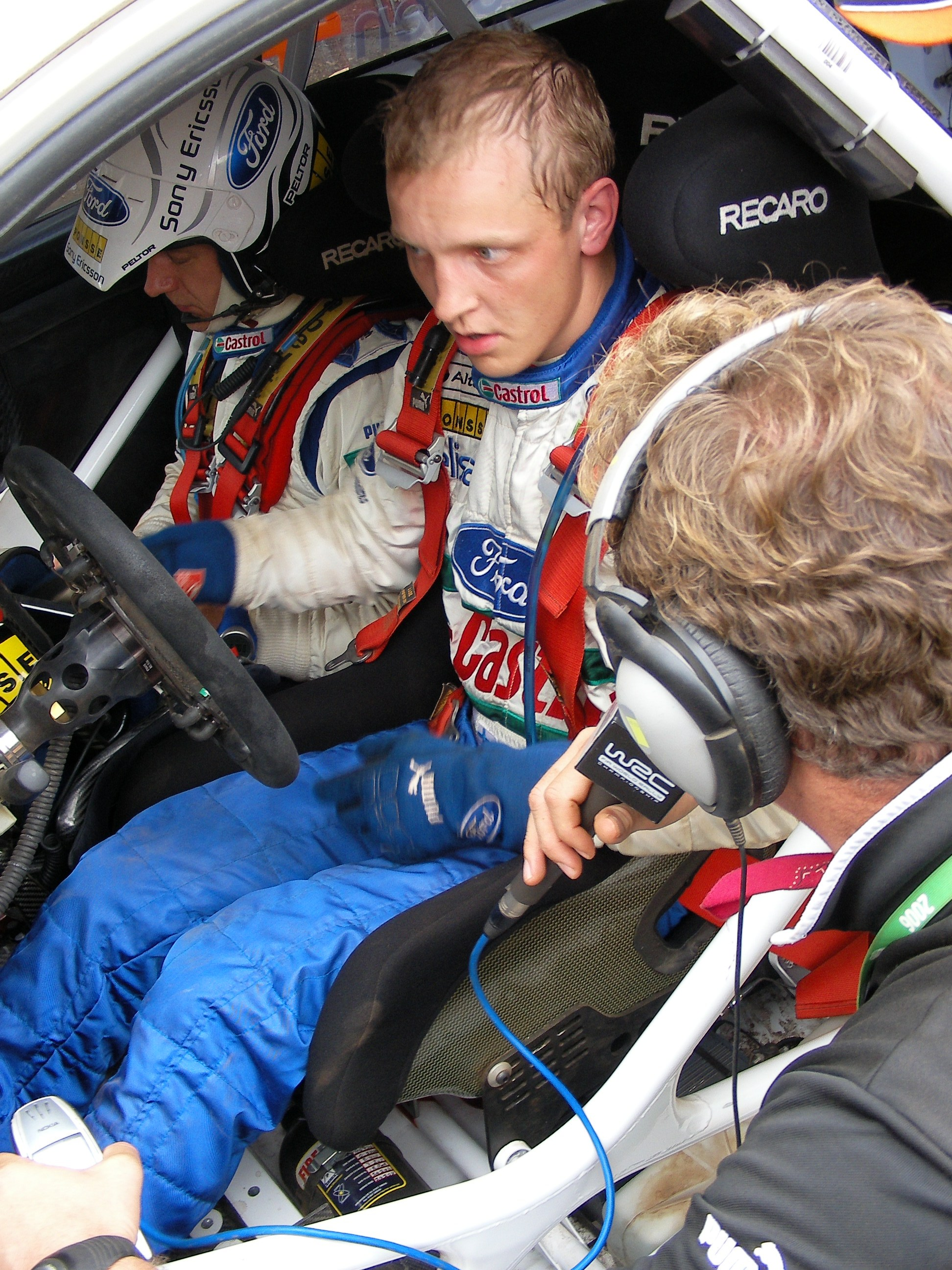
Mikko Hirvonen und Jarmo Lehtinen in Australien 2006

Die 19. Rallye Australien war der 14. Lauf zur FIA-Rallye-Weltmeisterschaft 2006. Sie dauerte vom 27. bis zum 29. Oktober 2006 und es wurden insgesamt 26 Wertungsprüfungen (WP) gefahren.

## Klassifikationen

### Endergebnis
| WRC    |                    |                   |                          |           |                |    |
| 01     | Mikko Hirvonen     | Jarmo Lehtinen    | Ford Focus RS WRC        | 3:15:11.8 | 00:00.0 0:00.0 | 10 |
| 02     | Petter Solberg     | Phil Mills        | Subaru Impreza S12 WRC   | 3:15:48.9 | 00:37.1 0:37.1 | 8  |
| 03     | Manfred Stohl      | Ilka Minor        | Peugeot 307 WRC          | 3:19:10.4 | 03:58.6 3:21.5 | 6  |
| 04     | Xevi Pons          | Carlos del Barrio | Citroën Xsara WRC        | 3:19:57.2 | 04:45.4 0:46.8 | 5  |
| 05     | Marcus Grönholm    | Timo Rautiainen   | Ford Focus RS WRC        | 3:27:35.6 | 12:23.8 7:38.4 | 4  |
| 06     | Jari-Matti Latvala | Miikka Anttila    | Subaru Impreza STi       | 3:32:21.0 | 17:09.2 4:45.4 | 3  |
| 07     | Mirco Baldacci     | Giovanni Agnese   | Mitsubishi Lancer Evo IX | 3:32:54.7 | 17:42.9 0:33.7 | 2  |
| 08     | Dean Herridge      | William Hayes     | Subaru Impreza WRX STi   | 3:33:33.8 | 18:22.0 0:39.1 | 1  |
| 09     | Chris Atkinson     | Glenn Macneall    | Subaru Impreza S12 WRC   | 3:42:17.3 | 27:05.5 8:43.5 | 0  |
| 10     | Aki Teiskonen      | Miika Teiskonen   | Subaru Impreza WRX STi   | 3:42:31.1 | 27:19.3 0:13.8 | 0  |
| PWRC   |                    |                   |                          |           |                |    |
| 01 (6) | Jari-Matti Latvala | Miikka Anttila    | Subaru Impreza STi       | 3:32:21.0 | 0:00.0         | 10 |
| 02 (7) | Mirco Baldacci     | Giovanni Agnese   | Mitsubishi Lancer Evo IX | 3:32:54.7 | 0:33.7         | 8  |
| 03 (8) | Dean Herridge      | William Hayes     | Subaru Impreza WRX STi   | 3:33:33.8 | 1:12.8 0:39.1  | 6  |

Insgesamt wurden 45 von 56 gemeldeten Fahrzeugen klassiert.

### Wertungsprüfungen
| Tag                                                  | WP                  | Name         | Länge         | Start LT/MESZ   | Gewinner          | Co-Pilot               | Auto              | Zeit           | Leader          |
| Tag 1 26. Oktober                                    |                     |              |               |                 |                   |                        |                   |                |                 |
| ---------------------------------------------------- | ------------------- | ------------ | ------------- | --------------- | ----------------- | ---------------------- | ----------------- | -------------- | --------------- |
| Tag 1 26. Oktober                                    | WP1                 | Perth City 1 | 2,00 km       | 19:12 / 11:12   | Marcus Grönholm   | Timo Rautiainen        | Ford Focus RS WRC | 01:21.1        | Marcus Grönholm |
| Tag 1 26. Oktober                                    | WP2                 | Perth City 2 | 2,00 km       | 19:21 / 11:21   | Marcus Grönholm   | Timo Rautiainen        | Ford Focus RS WRC | 07:42.7        | Marcus Grönholm |
| Tag 2 27. Oktober                                    |                     |              |               |                 |                   |                        |                   |                | Marcus Grönholm |
| Perth City-Langley Park 07:15 / 23:15 Uhr (26. Okt.) |                     |              |               |                 |                   |                        |                   |                | Marcus Grönholm |
| WP3                                                  | Marray North 1      | 15,92 km     | 09:23 / 01:23 | Chris Atkinson  | Glenn Macneal     | Subaru Impreza S12 WRC | 08:55.4           | Chris Atkinson |                 |
| WP4                                                  | Murray South 1      | 20,12 km     | 09:56 / 01:56 | Chris Atkinson  | Glenn Macneal     | Subaru Impreza S12 WRC | 11:34.9           | Chris Atkinson |                 |
| WP5                                                  | Holyoake            | 3,13 km      | 10:36 / 02:36 | Chris Atkinson  | Glenn Macneal     | Subaru Impreza S12 WRC | 01:53.4           | Chris Atkinson |                 |
| WP6                                                  | Murray North 2      | 15,92 km     | 11:49 / 03:49 | Petter Solberg  | Phil Mills        | Subaru Impreza S12 WRC | 08:50.0           | Mikko Hirvonen |                 |
| WP7                                                  | Murray South 2      | 20,12 km     | 12:22 / 04:22 | Petter Solberg  | Phil Mills        | Subaru Impreza S12 WRC | 11:31.1           | Petter Solberg |                 |
| Perth City-Langley Park 14:42 / 06:42 Uhr            |                     |              |               |                 |                   |                        |                   | Petter Solberg |                 |
| WP8                                                  | Beraking 1          | 22,84 km     | 16:32 / 08:32 | Marcus Grönholm | Timo Rautiainen   | Ford Focus RS WRC      | 13:05.7           | Petter Solberg |                 |
| WP9                                                  | Flynns 1            | 18,78 km     | 17:18 / 09:18 | Marcus Grönholm | Timo Rautiainen   | Ford Focus RS WRC      | 11:07.2           | Mikko Hirvonen |                 |
| WP10                                                 | Perth City 3        | 2,00 km      | 19:25 / 11:25 | Marcus Grönholm | Timo Rautiainen   | Ford Focus RS WRC      | 01:22.6           | Mikko Hirvonen |                 |
| WP11                                                 | Perth City 4        | 2,00 km      | 19:34 / 11:34 | Xevi Pons       | Carlos del Barrio | Citroën Xsara WRC      | 01:22.2           | Mikko Hirvonen |                 |
| Perth City-Langley Park 19:44 / 11:44 Uhr            |                     |              |               |                 |                   |                        |                   | Mikko Hirvonen |                 |
| Tag 3 28. Oktober                                    |                     |              |               |                 |                   |                        |                   | Mikko Hirvonen |                 |
| Perth City-Langley Park 07:30 / 23:30 Uhr (27. Okt.) |                     |              |               |                 |                   |                        |                   | Mikko Hirvonen |                 |
| WP12                                                 | Bannister North 1   | 17,71 km     | 09:20 / 01:20 | Mikko Hirvonen  | Jarmo Lehtinen    | Ford Focus RS WRC      | 08:34.7           | Mikko Hirvonen |                 |
| WP13                                                 | Bannister Central 1 | 17,85 km     | 09:52 / 01:52 | Mikko Hirvonen  | Jarmo Lehtinen    | Ford Focus RS WRC      | 09:20.8           | Mikko Hirvonen |                 |
| WP14                                                 | Bannister Loop      | 3,62 km      | 10:36 / 02:36 | Marcus Grönholm | Timo Rautiainen   | Ford Focus RS WRC      | 01:57.5           | Mikko Hirvonen |                 |
| WP15                                                 | Bannister North 2   | 17,71 km     | 11:55 / 03:55 | Marcus Grönholm | Timo Rautiainen   | Ford Focus RS WRC      | 08:30.5           | Mikko Hirvonen |                 |
| WP16                                                 | Bannister Central 2 | 17,85 km     | 12:27 / 04:27 | Mikko Hirvonen  | Jarmo Lehtinen    | Ford Focus RS WRC      | 09:15.0           | Mikko Hirvonen |                 |
| Perth City-Langley Park 14:42 / 06:42 Uhr            |                     |              |               |                 |                   |                        |                   | Mikko Hirvonen |                 |
| WP17                                                 | Beraking 2          | 22,84 km     | 16:32 / 08:32 | Petter Solberg  | Phil Mills        | Subaru Impreza S12 WRC | 12:34.5           | Mikko Hirvonen |                 |
| WP18                                                 | Flynns 2            | 18,78 km     | 17:18 / 09:18 | Marcus Grönholm | Timo Rautiainen   | Ford Focus RS WRC      | 10:48.1           | Mikko Hirvonen |                 |
| WP19                                                 | Perth City 5        | 2,00 km      | 19:25 / 11:25 | Marcus Grönholm | Timo Rautiainen   | Ford Focus RS WRC      | 01:21.8           | Mikko Hirvonen |                 |
| WP20                                                 | Perth City 6        | 2,00 km      | 19:34 / 11:34 | Marcus Grönholm | Timo Rautiainen   | Ford Focus RS WRC      | 01:21.5           | Mikko Hirvonen |                 |
| Perth City-Langley Park 14:42 / 06:42 Uhr            |                     |              |               |                 |                   |                        |                   | Mikko Hirvonen |                 |
| Tag 4 29. Oktober                                    |                     |              |               |                 |                   |                        |                   | Mikko Hirvonen |                 |
| Perth City-Langley Park 06:00 / 23:00 Uhr            |                     |              |               |                 |                   |                        |                   | Mikko Hirvonen |                 |
| WP21                                                 | Atkins 1            | 4,42 km      | 07:03 / 23:03 | Petter Solberg  | Phil Mills        | Subaru Impreza S12 WRC | 03:06.1           | Mikko Hirvonen |                 |
| WP22                                                 | Helena North 1      | 29,93 km     | 07:33 / 23:33 | Mikko Hirvonen  | Jarmo Lehtinen    | Ford Focus RS WRC      | 17:06.0           | Mikko Hirvonen |                 |
| WP23                                                 | Helena South 1      | 17,31 km     | 08:14 / 00:14 | Mikko Hirvonen  | Jarmo Lehtinen    | Ford Focus RS WRC      | 08:57.8           | Mikko Hirvonen |                 |
| Perth City-Langley Park 09:40 / 01:40 Uhr            |                     |              |               |                 |                   |                        |                   | Mikko Hirvonen |                 |
| WP24                                                 | Atkins 2            | 4,42 km      | 11:03 / 03:03 | Petter Solberg  | Phil Mills        | Subaru Impreza S12 WRC | 03:01.3           | Mikko Hirvonen |                 |
| WP25                                                 | Helena North 2      | 29,93 km     | 11:33 / 03:33 | Petter Solberg  | Phil Mills        | Subaru Impreza S12 WRC | 16:59.1           | Mikko Hirvonen |                 |
| WP26                                                 | Helena South 2      | 17,31 km     | 12:04 / 04:14 | Mikko Hirvonen  | Jarmo Lehtinen    | Ford Focus RS WRC      | 08:54.9           | Mikko Hirvonen |                 |
| Perth City-Langley Park 13:23 / 05:23 Uhr            |                     |              |               |                 |                   |                        |                   | Mikko Hirvonen |                 |

### Gewinner Wertungsprüfungen
| WP                        | Anzahl | Fahrer          | Auto                   |
| ------------------------- | ------ | --------------- | ---------------------- |
| 1, 2, 8–10, 14, 15, 18–20 | 10     | Marcus Grönholm | Ford Focus RS WRC      |
| 12, 13, 16, 22, 23, 26    | 6      | Mikko Hirvonen  | Ford Focus RS WRC      |
| 6, 7, 17, 21, 24, 25      | 6      | Petter Solberg  | Subaru Impreza S12 WRC |
| 3–5                       | 3      | Chris Atkinson  | Subaru Impreza S12 WRC |
| 11                        | 1      | Xevi Pons       | Citroën Xsara WRC      |

### Fahrer-WM nach der Rallye
| Pos. | Fahrer          | Punkte |
| ---- | --------------- | ------ |
| 1    | Sébastien Loeb  | 112    |
| 2    | Marcus Grönholm | 91     |
| 3    | Mikko Hirvonen  | 57     |
| 4    | Dani Sordo      | 43     |
| 5    | Manfred Stohl   | 40     |

### Team-Weltmeisterschaft
| Pos. | Team               | Punkte |
| ---- | ------------------ | ------ |
| 1    | Ford WRT           | 167    |
| 2    | Kronos Citroën WRT | 151    |
| 3    | Subaru WRT         | 94     |
| 4    | Peugeot Norway     | 73     |